# عرش (دهستان)
 عرش  (در عربی:  العَرْش )
دهستانی بزرگی است در بلاد رداع، در عزلهٔ (بلدة زیدان)، در ناحیه (بنی زهیر) از توابع استان لَحِج، در کشور یمن در شبه جزیره عربستان. در این دهستان آثار کوناکونی از دوران مبوک حمیر بر جای مانده‌است. شاعر (الیمانی) می‌سراید:
| عَرشُها شَرْجَعُ ثمانون باعاً |  | کَللَتهُ بجَوهَر ویاقوتُ فرید |

## جمعیت
جمعیت این دهستان در حدود ( ۲۳۷۵۶)  نفر و (۲۱ خانوار  )  می‌باشد.  

## روستاها
روستاهای توابع این دهستان عبارتند از:
- روستای: العِرق
- روستای: العُرف
- روستای: عَرعَرین
- روستای: العَرضة
- روستای: قریة العمر
- روستای: العذیب